# Oryctorhynchus bairdi
L'orictorinco (Oryctorhynchus bairdi) è un rettile estinto, appartenente ai rincosauri. Visse nel Triassico superiore (Carnico - Norico, circa 235 - 222 milioni di anni fa) e i suoi resti fossili sono stati ritrovati in Nordamerica.

## Descrizione
Questo animale è noto principalmente per ossa delle mascelle, ed è quindi impossibile ricostruirne fedelmente l'aspetto. Dal raffronto con animali simili meglio conosciuti, si suppone che Oryctorhynchus fosse di aspetto analogo alle specie più arcaiche del genere Hyperodapedon, con un corpo tarchiato sorretto da quattro robuste zampe ai lati del corpo. Il cranio era dotato di una struttura simile a un becco costituita da ossa mascellari e premascellari modificate.  
La dentatura di Oryctorhynchus differiva da quella di Hyperodapedon e di Isalorhynchus: la mascella apparentemente non aveva più di due file laterali e due file mediali di denti, e i denti della fila laterale più vicini al solco singolo che divide la piastra dentaria mascellare sono più del doppio di quelli della fila mediale più vicina al solco. Le porzioni laterali e mediali della mascella che portano i denti, inoltre, diventano sempre più simili a creste durante l'ontogenesi. L'osso dentale era sprovvisto di una fila di denti linguali. 

## Classificazione
Oryctorhynchus è un membro piuttosto derivato dei rincosauri, un gruppo di rettili arcosauromorfi dalle abitudini vegetariane, tipici del Triassico. In particolare, analisi cladistiche indicano che Oryctorhynchus fosse il sister taxon del genere Hyperodapedon. 
Oryctorhynchus bairdi venne descritto per la prima volta nel 2020, sulla base di resti fossili rinvenuti nel membro Evangeline della formazione Wolfville in Nuova Scozia (Canada), risalente alla fine del Carnico o all'inizio del Norico. Un altro rincosauro affine a Oryctorhynchus, non ancora descritto ufficialmente, è stato rinvenuto in Wyoming.

## Importanza paleobiogeografica
La scoperta di Oryctorhynchus in terreni del Triassico superiore di ciò che attualmente è il Nordamerica orientale suggerisce una distribuzione più cosmopolita per quanto riguarda i tetrapodi continentali durante l'inizio del Triassico superiore rispetto a quanto precedentemente ipotizzato.